# Zagorci
Zagorci este o localitate din comuna Juršinci, Slovenia, cu o populație de 309 locuitori.